# Garrard Conley
Garrard Clayton Conley (Memphis, 15 aprile 1985) è uno scrittore e attivista LGBT statunitense.
È noto per aver scritto un'autobiografia giovanile, Boy Erased - Vite cancellate (2016), nella quale ha descritto la sua esperienza come omosessuale sottoposto ad una terapia di conversione. Dal libro è stato tratto un film omonimo nel 2018.

## Biografia
Garrard Conley è cresciuto nell'Arkansas settentrionale, a Cherokee Village, in una famiglia e in una comunità molto orientata al conservatorismo statunitense. I suoi genitori erano ferventi cristiani, di fede battista; suo padre, venditore di automobili, sarebbe divenuto in seguito pastore nella Southern Baptist Convention.
Per frequentare il Lyon College, Conley si trasferì a Batesville e la sua famiglia a Mountain Home. Nel 2004, durante il primo semestre, un compagno di studi abusò di Conley, allora diciannovenne, e informò i suoi genitori del suo orientamento omosessuale in assenza del suo consenso (outing). La famiglia spinse allora Garrard Conley a prendere parte ad una terapia di conversione (che avrebbe dovuto portarlo ad un orientamento eterosessuale) nell'associazione di Love in Action a Memphis. L'esperienza verrà narrata da Conley nell'autobiografia giovanile. Con l'aiuto della madre, riuscì ad allontanarsi dal percorso previsto dall'associazione, nonostante il padre gli chiedesse di continuarlo.
Conley ha conseguito una laurea di primo livello nel 2007 e ha successivamente preso parte alle attività dei Peace Corps, prima di svolgere alcuni incarichi di insegnamento.
Nel 2016 ha pubblicato con Riverhead Books un'autobiografia giovanile, Boy Erased: A Memoir, nella quale Conley ripercorre sia la presa di coscienza della propria omosessualità, sia il conflitto che lo ha attanagliato nel tentativo di riconciliare ciò con la sua fede e, soprattutto, la sua esperienza nel percorso della terapia di conversione. Il libro ha raggiunto un successo internazionale, venendo tradotto in numerose lingue, incluso spagnolo, francese, tedesco e italiano. Dal romanzo, nel 2018, è stato tratto un film Boy Erased - Vite cancellate, diretto da Joel Edgerton, nel quale Conley è stato interpretato da Lucas Hedges. Subito prima dell'uscita del film, Conley ha realizzato e distribuito un pod-cast in quattro episodi dal titolo UnErased: The History of Conversion Therapy in America. In seguito, Conley ha rilasciato numerose interviste parlando delle terapie di conversione e promuovendo la necessità di fornire informazioni corrette ed accurate in merito all'omosessualità.
Conley ha proseguito inoltre l'attività d'insegnamento di letteratura americana e di scrittura creativa. Per quest'ultima, è stato assunto quale professore associato dal Kennesaw State University.
Nel 2024 ha pubblicato un secondo romanzo, All the World Beside.
Vive a New York con suo marito.

## Opere
- Boy Erased - Vite cancellate (Boy Erased: A Memoir, 2016)
- All the World Beside, 2024